# Heliga Joakims och Annas kyrka, Međulužje
Heliga Joakims och Annas kyrka (serbiska: Црква Светих Јоакима и Ане/Crkva Svetih Joakima i Ane) är en serbisk-ortodox kyrkobyggnad belägen i byn Međulužje i kommunen Mladenovac i Serbiens huvudstad, Belgrad.
Kyrkan är helgad åt Jungfru Marias föräldrar, Joakim och Anna. Den tillhör det serbisk-ortodoxa stiftet Šumadijas stift.

## Historik
Heliga Joakims och Annas kyrka i Međulužje började byggas 2005. Den invigdes den 22 september 2018 av biskopen av Šumadijas stift.

## Bilder

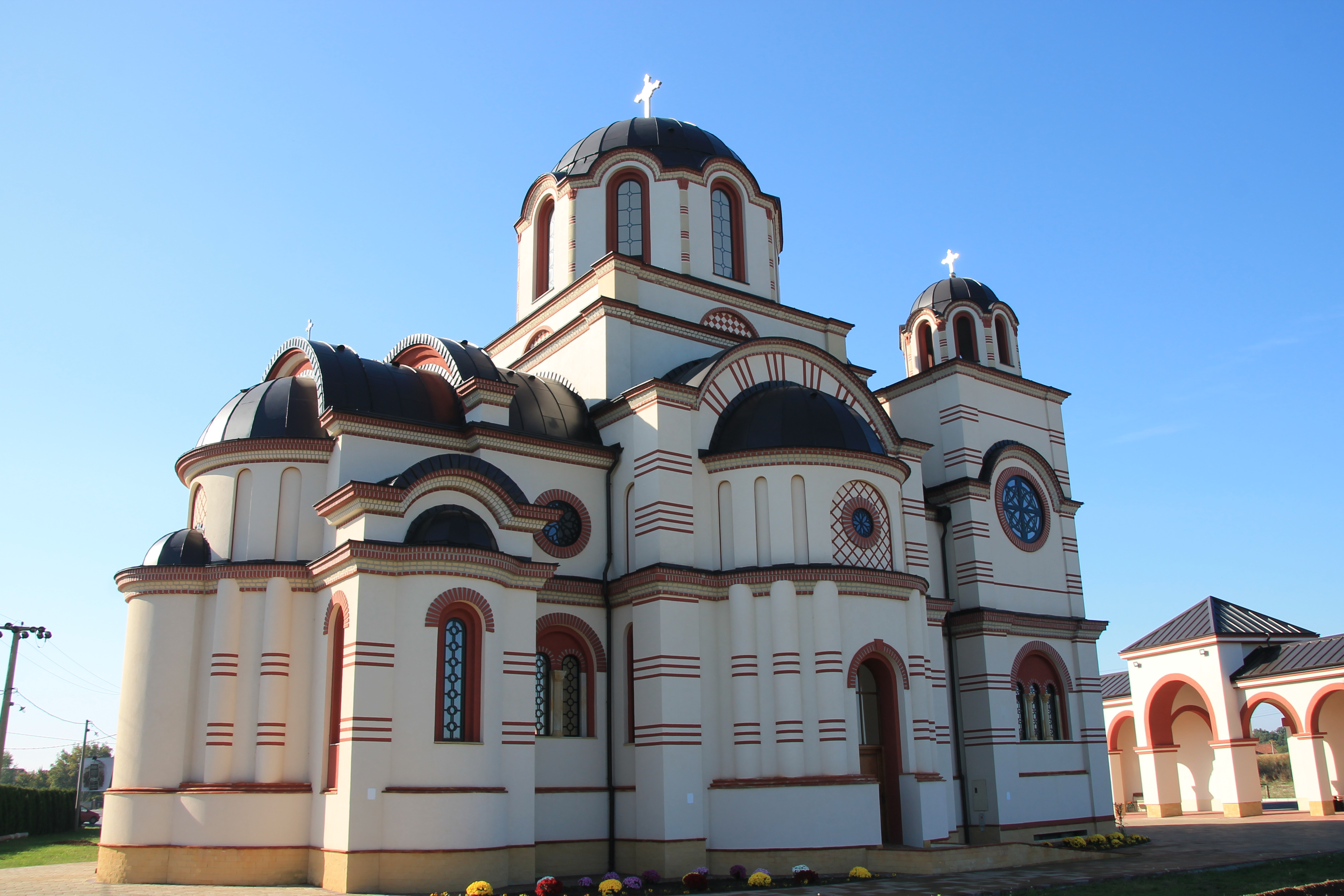
Kyrkans absid.
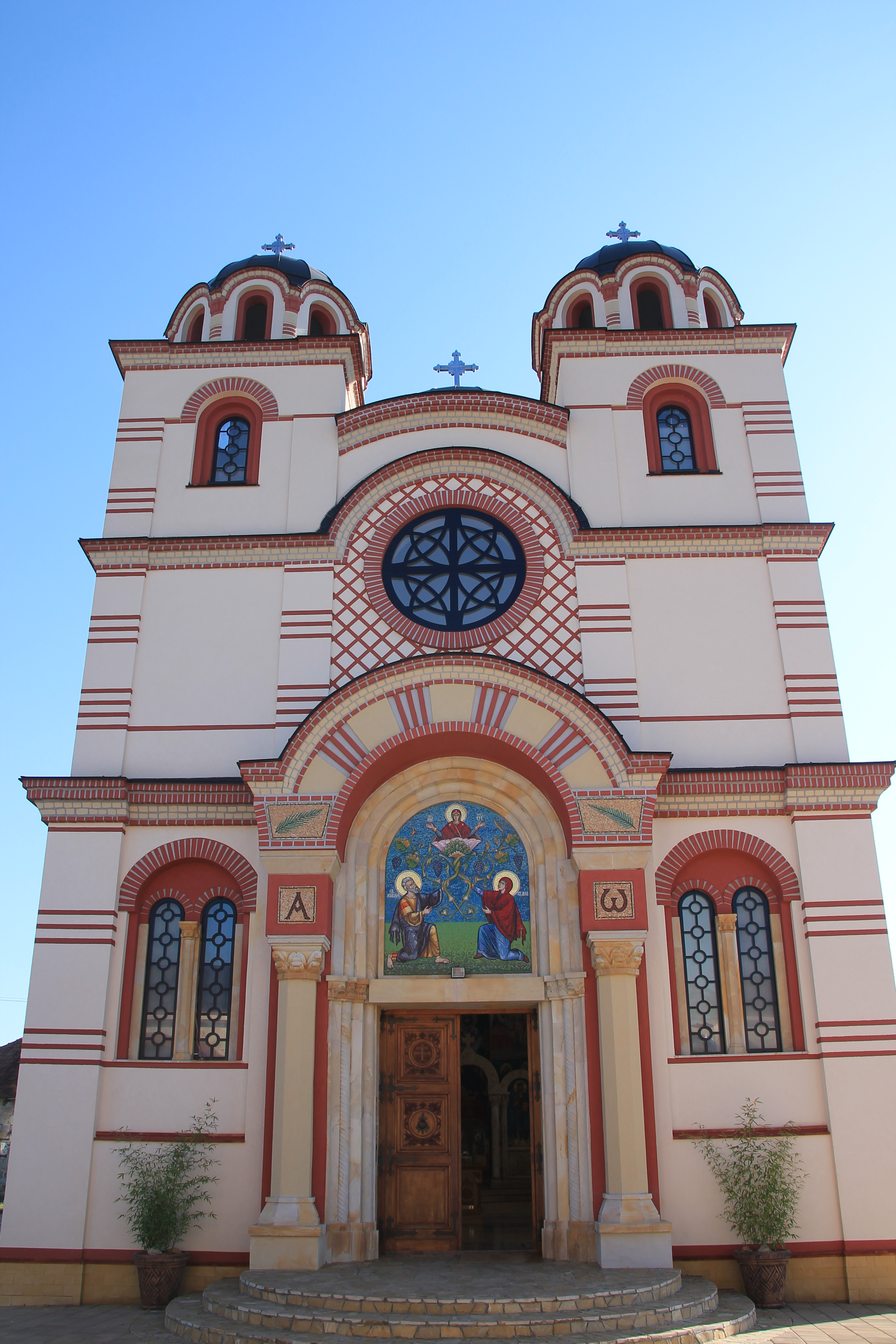
Ingången.
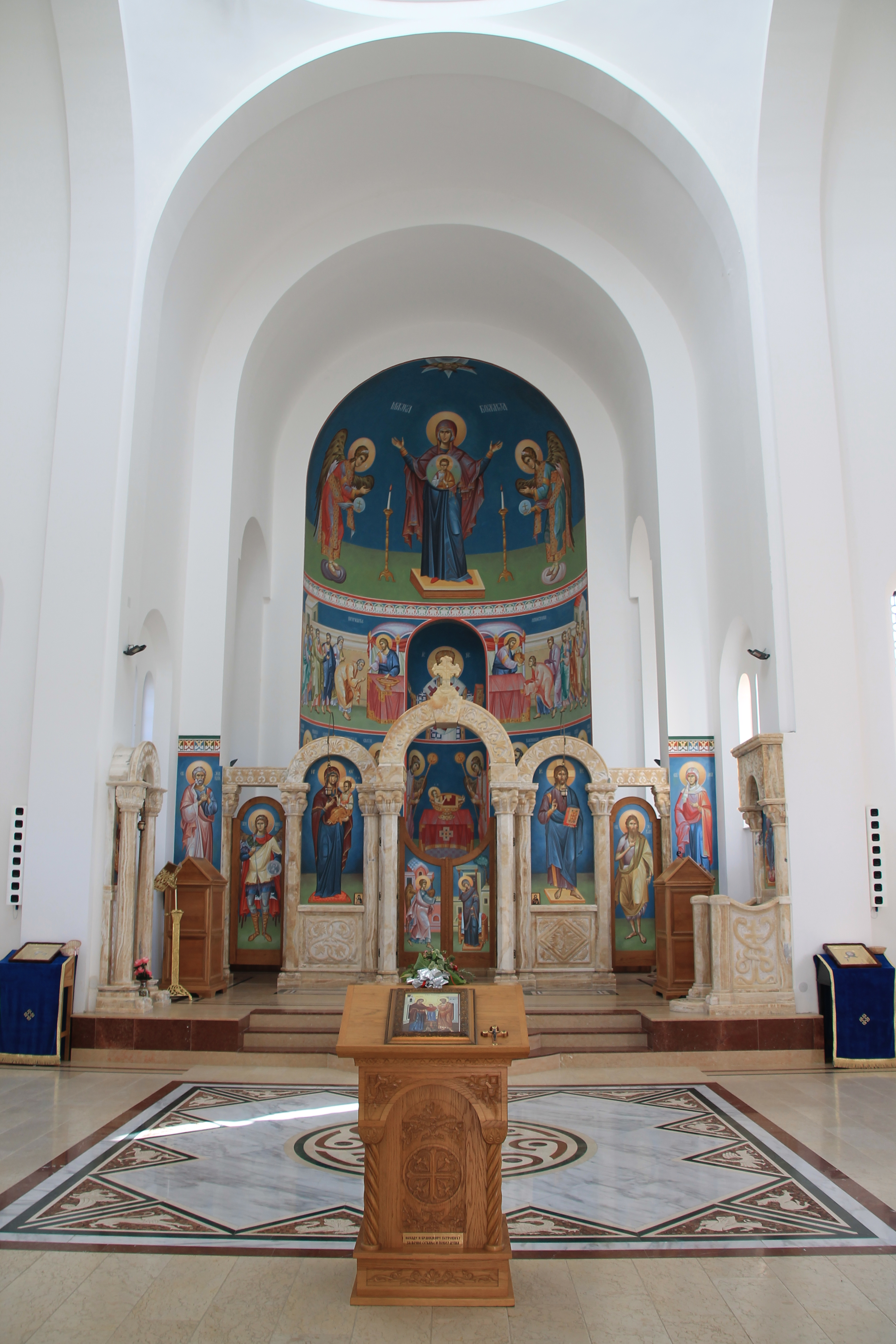
Kyrkans interiör mot ikonostasen.
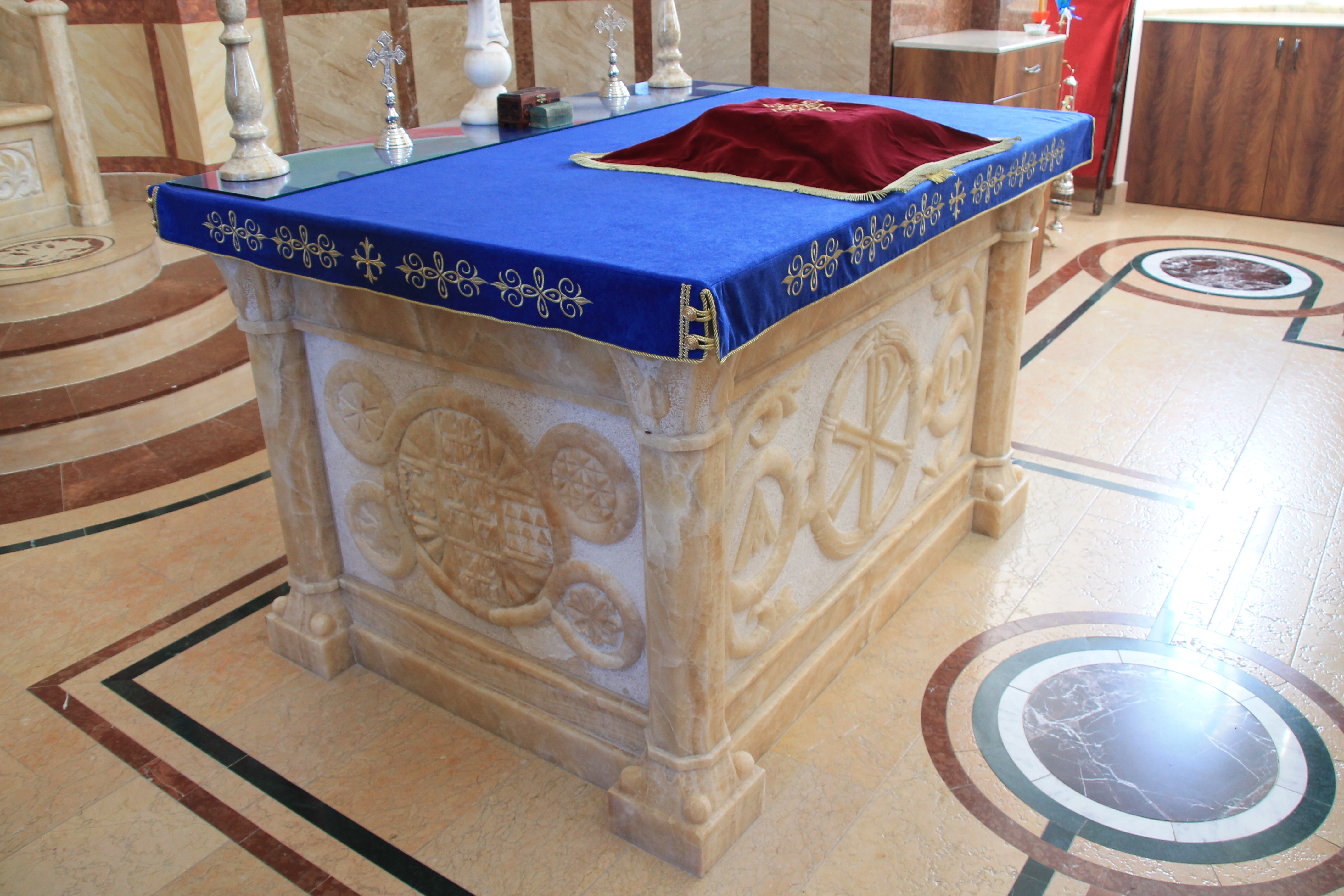
Altaret.
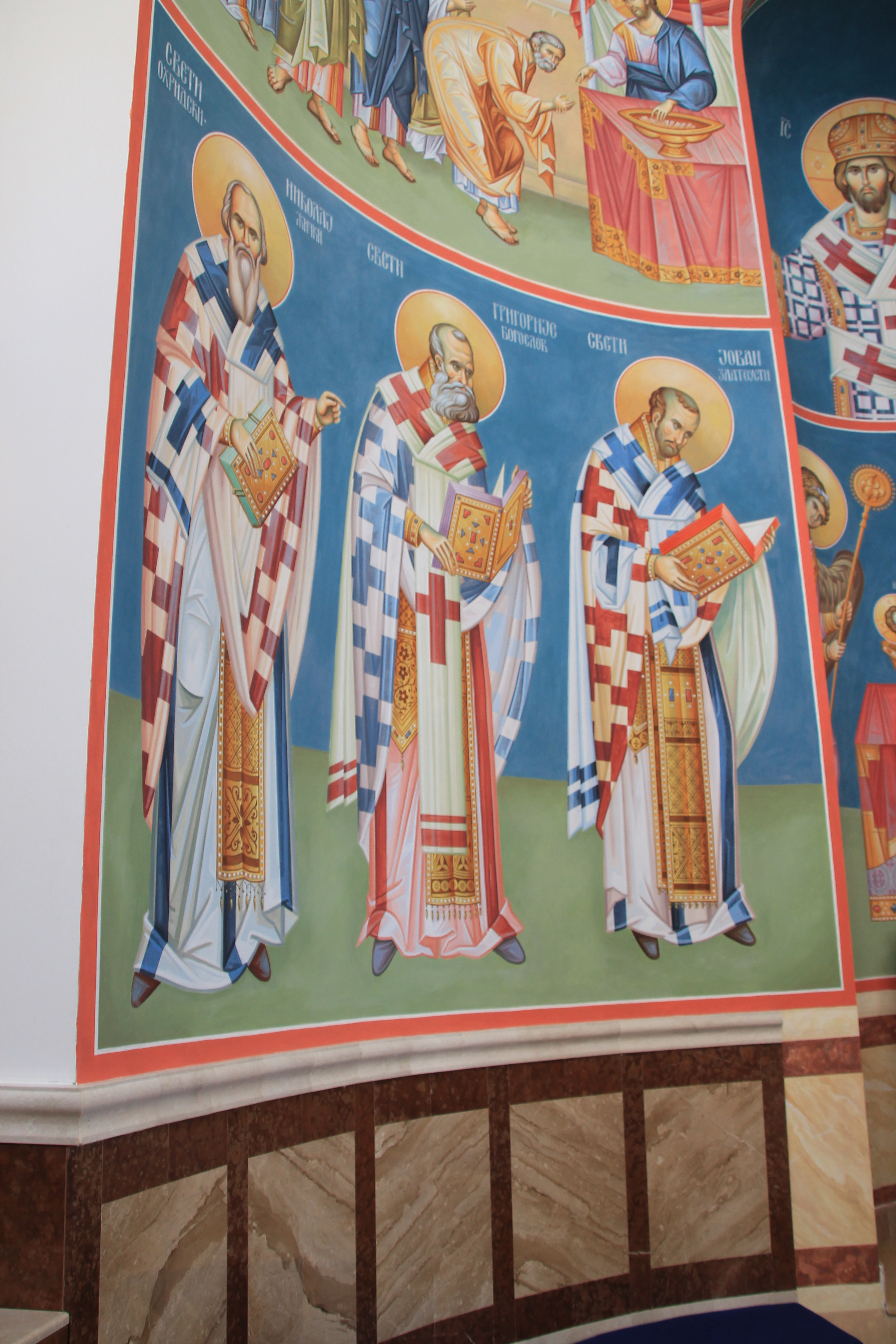
Fresker.
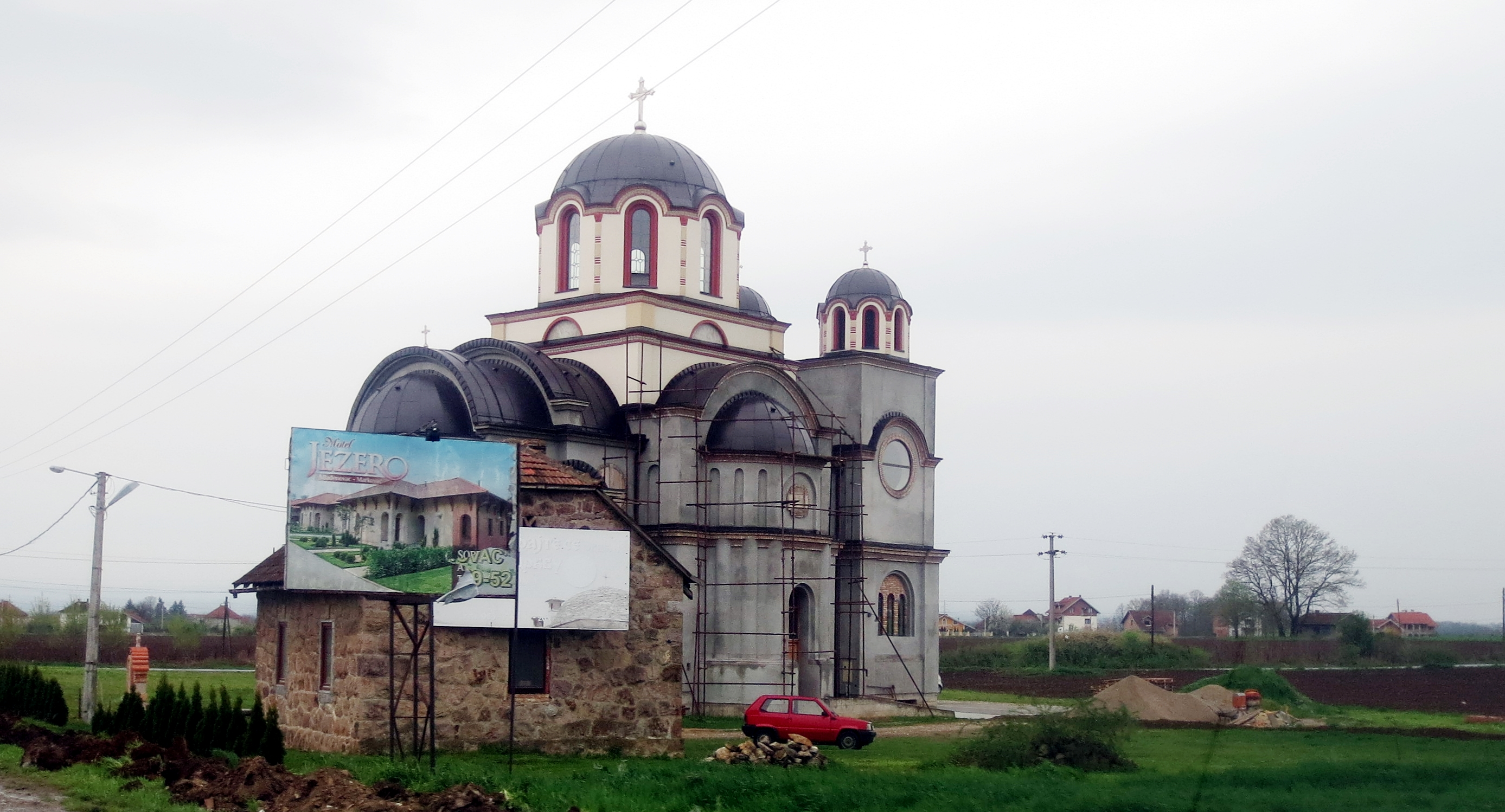
Kyrkan under byggandet (april 2015).